# Lega Nazionale A 1981 (hockey su pista)
La Lega nazionale A 1981 è la 50ª edizione del torneo di primo livello del campionato svizzero di hockey su pista. Il torneo è stato vinto dal Vevey per la prima volta nella sua storia.

## Squadre partecipanti
- Basilea
- Ginevra
- Juventus Montreux
- Montreux
- Pully
- RC Zurigo
- Thunerstern
- Vevey

## Classifica finale
|                     | Pos. | Squadra           | Pt | G  | V  | N | P  | GF | GS | DR |
| ------------------- | ---- | ----------------- | -- | -- | -- | - | -- | -- | -- | -- |
| Svizzera (bandiera) | 1.   | Vevey             | 23 | 14 | 11 | 1 | 2  |    |    |    |
|                     | 2.   | Thunerstern       | 22 | 14 | 10 | 2 | 2  |    |    |    |
|                     | 3.   | Montreux          | 20 | 14 | 10 | 0 | 4  |    |    |    |
|                     | 4.   | Basilea           | 20 | 14 | 10 | 0 | 4  |    |    |    |
|                     | 5.   | RC Zurigo         | 15 | 14 | 7  | 1 | 6  |    |    |    |
|                     | 6.   | Juventus Montreux | 5  | 14 | 2  | 1 | 11 |    |    |    |
|                     | 7.   | Ginevra           | 5  | 14 | 2  | 1 | 11 |    |    |    |
|                     | 8.   | Pully             | 2  | 14 | 1  | 0 | 13 |    |    |    |

Legenda:
  Campione di Svizzera.
  Vincitore della Coppa di Svizzera 1981.
      Qualificato in Coppa dei Campioni 1981-1982.
      Qualificato in Coppa delle Coppe 1981-1982.
      Qualificato in Coppa CERS 1981-1982.
Note:
Due punti a vittoria, uno a pareggio, zero a sconfitta.
In caso di parità di punteggio, le posizioni erano decise per differenza reti generale.

## Verdetti
| Verdetto                          | Club              |
| --------------------------------- | ----------------- |
| Campione di Svizzera 1981         | Vevey (1º titolo) |
| Qualificato in Coppa dei Campioni | Vevey             |
| Qualificato in Coppa delle Coppe  | Montreux          |
| Qualificate in Coppa CERS         | Thunerstern       |